# 長崎県立国見高等学校
長崎県立国見高等学校（ながさきけんりつ くにみこうとうがっこう、Nagasaki Prefectural Kunimi High School）は、長崎県雲仙市国見町多比良甲に所在する公立高等学校。

## 設置課程・コース
- 全日制課程
  - 普通科
    - 1年生から進路希望などに応じて以下の2コースに分かれる。
      - Aコース - 基礎学力の充実を目指し、進学や就職などに対応。
      - Bコース - 四年制大学や高等看護学校等進学を希望する生徒に対応。

    - 2年生進級の際に、進路希望に応じてコース間の入れ替えを行う。
    - 3年生進級の際はコースの入れ替えは行わず、2年生のコースを継続[1]。

## 校訓
- 「誠実・気魄・努力」

## 校章
- 平仮名の「く」を2つ左右対称に並べて「国」（くが2個で「くに」）を表し、中央に高校のハシゴ高の「高」の文字（俗字体）を置いている。
- スクールカラーは「青色」

## 校歌
- 作詞 - 宮崎康平
- 作曲 - 古関裕而
  - 歌詞は3番まであり、各番とも「国見高校」で終わる。

## 沿革
当初、長崎県立島原高等学校の2分校として設置され、統合で1分校になった後、独立してできた学校である。

### 昭和
- 1949年（昭和24年）
  - 7月18日 - 長崎県立島原高等学校神代[2] 分校（定時制）として開校。校舎は神代中学校に併置。
  - 8月19日 - 長崎県立島原高等学校多比良[3] 分校（夜間定時制）として開校。校舎は多比良中学校に併置。
- 1956年（昭和31年）11月1日 - 町村合併に伴い、多比良分校を国見分校と改称。
- 1957年（昭和32年）
  - 2月11日 - 国見分校の夜間制を昼間制に切り替える。
  - 4月20日 - 国見分校の新校舎（木造、建坪235坪）が完成。
- 1964年（昭和39年）
  - 4月1日
    - 国見分校と神代分校の定時制課程の募集を停止し、全日制課程普通科（2学級）の生徒募集を開始。
    - 国見分校・神代分校を統合の上、国見分校とし、旧多比良中学校の校舎を使用する。
- 1965年（昭和40年）4月1日 - 全日制課程普通科が3学級となる（1学級増）。
- 1967年（昭和42年） - この年を基準に創立年数を数えている。
  - 4月1日 - 島原高等学校より分離・独立し、長崎県立国見高等学校（現校名）となる。
  - 11月1日 - 開校式を挙行。
- 1969年（昭和44年）12月31日 - 運動場が整備。
- 1970年（昭和45年）1月31日 - 体育館（第2体育館）が完成。
- 1971年（昭和46年）3月29日 - 第1棟校舎（2階建）が完成。
- 1973年（昭和48年）
  - 1月29日 - 体育館倉庫と部室が完成。
  - 2月13日 - 格技場が完成。
  - 4月8日 - 第1学年の学級が4学級となる（1学級増）。
- 1974年（昭和49年）
  - 3月28日 - 第2棟校舎（普通教室、家庭科教室等）が完成。
  - 4月8日 - 第1学年の学級が5学級となる（1学級増）。
- 1975年（昭和50年）4月8日 - 第1学年の学級が6学級となる（1学級増）。
- 1976年（昭和51年）
  - 3月31日 - 第2棟校舎（普通教室8、理科室3、視聴覚室1）を増築。
  - 11月1日 - 創立10周年記念式典を挙行。
- 1977年（昭和52年）
  - 3月31日 - 第1棟校舎（普通教室2、図書室、社会科教室、渡り廊下、下足室、購買部）を増築。
  - 10月15日 - 体育館（第2体育館）倉庫が完成。
- 1980年（昭和55年）10月16日 - 体育倉庫が完成。
- 1983年（昭和58年）3月30日 - 体育館（現 第1体育館）が完成。
- 1984年（昭和59年）1月20日 - 考古学資料館が完成。
- 1985年（昭和60年）3月18日 - 温水シャワー室が完成。
- 1986年（昭和61年）11月8日 - 創立20周年記念式典を挙行。
- 1987年（昭和62年）
  - 3月20日 - 庭球コート（4面）が完成。
  - 12月8日 - 運動場を整備。
  - 第66回全国高等学校サッカー選手権大会で初優勝。
- 1988年（昭和63年）
  - 1月31日 - 考古博物園が完成。
  - 9月16日 - 運動場夜間照明施設が完成。

### 平成
- 1989年（平成元年）3月31日 - 第2棟校舎（生徒用便所）を増築。
- 1990年（平成2年）
  - 3月3日 - 生徒昇降口と渡り廊下が完成。
  - 10月24日 - コンピューター教室が完成。
- 1991年（平成3年）11月22日 - トレーニング室が完成。
- 1992年（平成4年）4月1日 - 男子制服がブレザー服に改定。
- 1994年（平成6年）3月22日 - 寄宿舎「烏兎寮」が完成。
- 1996年（平成8年）
  - 4月1日 - 女子制服改定、男子制服一部改定。
  - 10月25日 - 創立30周年記念式典を挙行。
- 1997年（平成9年）3月25日 - クラブハウスと渡り廊下（校舎・第1体育館間）が完成。
- 1998年（平成10年）2月10日 - 長崎県教育委員会指定の「長崎学」研究発表会を行う。
- 1999年（平成11年）3月10日 - 第2体育館（屋根、窓枠、床）を改修。運動場を整備。
- 2000年（平成12年）3月24日 - 耐震補強、保健室・カウンセラー室の改修が完了。
- 2001年（平成13年）
  - 3月29日 - 武道場（旧格技場）を改修。
  - 4月1日 - 第1学年の学級数が5学級となる（1学級減）。
- 2002年（平成14年）
  - 2月15日 - テニスコートを改修。
  - 9月12日 - トレーニングルームを新築。
- 2003年（平成15年）1月16日 - 粗大ゴミ置き場と自転車置き場を新設。
- 2004年（平成16年）2月13日 - 校舎トイレを改修。
- 2008年（平成20年）4月1日 - 第1学年の学級数が4学級となる（1学級減）。
- 2016年  (平成28年)  4月1日 - 第1学年の学級数が3学級となる（1学級減）。また創立50周年を迎えたことにより、男女制服のデザインが改定される。
- 2016年  (平成28年)  10月22日 - 国見高校創立50周年記念式典開催。
- 2017年  (平成29年)  2月1日 - 長崎県内で2校目のユネスコスクールに加盟。

## 学校行事

### 1学期
- 4月 - 始業式、入学式、1年生宿泊研修、歓迎遠足
- 5月 - 中間考査、生徒総会
- 6月 - 県高総体、期末考査
- 7月 - 生徒会役員選挙、球技大会、高2インターンシップ、終業式
- 8月 - 平和学習（9日 長崎原爆の日）、夏季補習、中学生1日体験入学（オープンスクール）

### 2学期
- 9月 - 始業式、体育祭、高3就職試験開始
- 10月 - 中間考査、鍛錬遠足
- 11月 - 開校記念日（1日）、県総文祭、星原祭（文化祭）、期末考査
- 12月 - マラソン大会、球技大会、終業式、冬季補習

### 3学期
- 1月 - 始業式、高2修学旅行、大学入試センター試験
- 2月 - 高校推薦入試、学年末考査、同窓会入会式
- 3月 - 卒業式、球技大会、終業式（修了式）

## 制服
ブレザー。平成28年で本校創立50周年を迎えたことにより、デザインが新しく変わっている。
- 男子
  - 冬服・・・黒系のブレザー、白のカッターシャツ、紺のベスト、青系のネクタイ、黒のズボン
  - 中間服・・・カッターシャツ、ベスト、ネクタイ、ズボン
  - 夏服・・・白開襟の半袖シャツ、ズボン
- 女子
  - 冬服・・・黒系のブレザー、白の長袖ブラウス、紺のベスト、青系のリボンまたはネクタイ、青系チェック柄のスカート
  - 中間服・・・長袖ブラウス、ベスト、リボンまたはネクタイ、スカート
  - 夏服・・・白半袖ブラウス、スカート

製靴は黒のローファー。校舎内では学年ごとに赤、青、緑と分けられたスクールサンダル、体育館や校庭ではそれぞれスニーカーとなる。

## 部活動

### 運動部
- サッカー部（男）
- ソフトテニス部
- 陸上部
- 柔道部
- 野球部（男）
- バスケットボール部
- 剣道部
- バレーボール部（女）

### 文化部
- 科学部
- 放送部
- ボランティア部
- 茶道部
- 美術部
- 新聞部
- 家庭部
- 吹奏楽部
- 考古学研究部
- 華道部
- 英会話サークル（同好会）
- 図書同好会

### 活動成績

#### サッカー部
- かつて元総監督（同校教諭、教頭、校長を歴任）の小嶺忠敏が率いたサッカー部は、全国高等学校サッカー選手権大会の常連校で卒業生の項にあるとおり、多くのサッカー選手を輩出した。全国優勝は計14回におよび、初出場で準優勝を、2度目の出場で初優勝を果たしている。なお、初出場時と2度目の出場時の各決勝戦での対戦校はいずれも東海大学第一高等学校（現：東海大学付属静岡翔洋高等学校）だったため、初出場初優勝の快挙を果たせなかった雪辱を翌年に果たした形となった。
  - 2007年（平成19年）まで、全国高等学校サッカー選手権大会に21年連続で出場。2018年に青森山田が22年連続出場するまでは、最多連続出場記録だった。
  - 選手権の優勝回数6回（1987年度、1990年度、1992年度、2000年度、2001年度、2003年度）は戦後最多タイの優勝回数。
  - インターハイの優勝回数5回（1986（昭和61）、1993（平成5）、2000（平成12）、2003（平成15）、2004（平成16）年度）。
  - 高円宮杯全日本ユース(U-18)サッカー選手権大会の優勝回数2回。
  - 国体の優勝回数1回。
  - 2000（平成12）年度にインターハイ、国体（国見高単独チームで長崎県選抜として出場）、選手権の三冠を達成。
  - 第85回選手権大会（2006（平成18）年度）で同校の選手権史上初の初戦敗退を喫した。
- 2007年（平成19年）
  - 1月9日 - 小嶺総監督が辞任。
この年の参院選長崎県選挙区で自民党公認で出馬するため。結果は落選となった。
小嶺の退任が影響しているとは必ずしも断言できないものの、小嶺の退任後、最初の地区予選大会で敗れて全国大会出場権を逃している。また、小嶺退任後も何度か全国大会出場は果たしているものの、嘗てほどの全国大会上位成績から遠ざかっているため、勢力が衰えてきていることが指摘されている。事実、後述のように2009年大会で全国大会に出場後、2022年大会で再び全国大会出場を決めるまで13年間も全国大会から遠ざかっている。
  - 4月 - 後任の監督として（「総監督」のポストは廃止）、小嶺の島原商業時代の教え子で元熊本国府高監督の瀧上知巳が就任。
  - 10月28日 - 選手権長崎県大会準々決勝において長崎南山にPK戦の末敗れ、全国大会連続出場記録がストップした。

当大会を勝ち抜いたのは島原商業で、宮崎伸一監督もまた小嶺の教え子であった。
- 2008年（平成20年）
  - 九州プリンスリーグ1部に長く在籍をしていたが、11位/12位となり2部への降格が決定した。
  - 全国高等学校サッカー選手権大会長崎県予選において、準決勝で長崎日大に敗れ、2年連続で全国大会出場を逃した。
- 2009年(平成21年)
  - 全国高等学校サッカー選手権大会に3年ぶりに出場。
- 2022年(令和4年)
  - 全国高等学校サッカー選手権大会に13年ぶりに出場。

考古学研究部
- 考古学研究部は、1964年(昭和39年)に同好会として「社会科学研究部（社研部）」の名で結成された。発足後しばらくは遺跡巡りや遺物の採集、キャンプなど、小規模な活動を行なっていたが、数年後、部員の一人が島原市の有明町の畑から「土偶」を発見（完全な形に近いものは県内初の発見事例）し、発掘調査に参加したことで、付近の遺跡の発掘調査、展覧会の開催等、その後様々な活動をすることとなった。また学校敷地内には、出土品など多数の遺物を展示する「考古学資料館」や、生徒手作りの古墳、竪穴建物、甕棺墓などを復元し展示した「考古博物園」がある。

おもな活動の概要
- 1966年  (昭和41年)
  - 島原市有明町「小原下遺跡」の発掘調査。縄文時代晩期の製鉄炉遺構を発見する。
- 1967年  (昭和42年)
  - 「長崎県考古学文献目録」刊行。
  - 雲仙市愛野町「一本松古墳」の発掘調査参加。
- 1968年  (昭和43年)
  - 雲仙市国見町「篠原遺跡」の基礎調査。
  - 諫早市飯盛町「田結貝塚」の発掘。屈葬人骨が出土する。
- 1969年  (昭和44年)
  - 雲仙市国見町「筏遺跡」第一次発掘。調査報告書発刊。
  - 雲仙市国見町「五万長者遺跡」の発掘。「八反田古墳」を発見。
- 1970年  (昭和45年)
  - 島原市有明町「大野原遺跡」第一次発掘。弥生時代の埋葬遺跡を発見する。
  - 雲仙市国見町「八反田古墳」の発掘。
- 1971年  (昭和46年)
  - 南島原市布津町「木場原遺跡」第一次発掘。高地性弥生集落遺跡を発見する。
- 1972年  (昭和47年)
  - 南島原市布津町「木場原遺跡」第二次発掘。調査報告書発刊。
- 1973年  (昭和48年)
  - 「島原半島における縄文晩期の農耕石器の図集」刊行。
- 1974年  (昭和49年)
  - 雲仙市国見町「筏遺跡」第二次発掘。小麦などが出土する。
- 1975年  (昭和50年)
  - 雲仙市国見町「筏遺跡」第三次発掘。
- 1976年  (昭和51年)
  - 雲仙市国見町「筏遺跡」第四次発掘。
  - 旧「考古学資料館」完成。落成記念事業として、「島原半島の夜明け展」開催。
- 1978年  (昭和53年)
  - 島原市有明町「松尾遺跡」の発掘。
- 1979年  (昭和54年)
  - 雲仙市吾妻町「中熊台遺跡」の発掘。
- 1980年  (昭和55年)
  - 「実験考古学」の研究に着手。
- 1982年  (昭和57年)
  - 硬玉穿孔(こうぎょくせんこう)技法の発見。「硬玉穿孔と原始技法」刊行。
  - 雲仙市国見町「百花台遺跡」第一次発掘（同志社大学との合同調査）。
- 1983年  (昭和58年)
  - 雲仙市国見町「百花台遺跡」第二次発掘。
  - 第一回「島原半島文化賞」(団体)を受賞する。
- 1984年  (昭和59年)
  - 雲仙市国見町「百花台遺跡」第三次発掘。
  - 考古学資料館新築移転記念事業として、「長崎県の埋蔵文化展」開催。
- 1985年  (昭和60年)
  - 雲仙市国見町「百花台遺跡」第四次発掘。
  - 島原市有明町「大野原遺跡」第二次発掘。甕棺墓埋葬遺跡を発見する。
  - 雲仙市国見町「上篠原遺跡」第一次発掘。
- 1986年  (昭和61年)
  - 雲仙市国見町「上篠原遺跡」第二次発掘。古墳時代中期初頭の祭祀遺構を発見する。
- 1988年  (昭和63年)
  - 「上篠原遺跡概要報告書」刊行。

## 著名な出身者

### サッカー
| 名前       | 生   | 卒   | 出身地   | Pos | 進学先       | 所属                             | 現在の所属                                    |
| ---------- | ---- | ---- | -------- | --- | ------------ | -------------------------------- | --------------------------------------------- |
| 高木琢也   | 1967 | 1985 | 長崎県   | FW  | 大阪商業大学 | フジタ（元日本代表）             | 現役引退。SC相模原 監督                       |
| 古島清人   | 1968 | 1986 | 熊本県   | GK  |              | フジタ                           | 現役引退                                      |
| 赤澤昌美   | 1968 | 1986 | 熊本県   | DF  | 順天堂大学   | 鹿島アントラーズ                 | 現役引退                                      |
| 其田秀太   | 1968 | 1986 | 長崎県   | MF  |              | 全日空                           | 現役引退                                      |
| 小島光顕   | 1968 | 1986 | 長崎県   | MF  | 東京農業大学 | サンフレッチェ広島               | 現役引退                                      |
| 立石敬之   | 1969 | 1987 | 福岡県   | MF  | 創価大学     | 東京ガスサッカー部               | 現役引退。                                    |
| 中尾幸太郎 | 1969 | 1987 | 長崎県   | MF  | 大阪商業大学 | ヴィッセル神戸                   | 現役引退。MIOびわこ滋賀 強化部長              |
| 二宮浩     | 1969 | 1987 | 熊本県   | FW  | 中央大学     | 浦和レッズ                       | 現役引退。FC東京 U-15むさし監督               |
| 村田一弘   | 1969 | 1987 | 長崎県   | DF  | 中央大学     | セレッソ大阪                     | 現役引退                                      |
| 吉田裕幸   | 1969 | 1987 | 長崎県   | MF  | 国士舘大学   | ジュビロ磐田                     | 現役引退。ベガルタ仙台ジュニアユース コーチ   |
| 永井秀樹   | 1970 | 1988 | 大分県   | MF  | 国士舘大学   | ヴェルディ川崎                   | 現役引退。東京ヴェルディ監督（元日本代表）    |
| 山木勝博   | 1970 | 1988 | 熊本県   | DF  | 駒澤大学     | 鹿島アントラーズ                 | 現役引退                                      |
| 原田武男   | 1971 | 1989 | 佐賀県   | MF  | 早稲田大学   | 横浜フリューゲルス               | 現役引退。V・ファーレン長崎 コーチ            |
| 中口雅史   | 1972 | 1990 | 徳島県   | MF  | 大阪商業大学 | ガンバ大阪                       | 現役引退。ヴァンラーレ八戸 監督               |
| 路木健     | 1972 | 1990 | 長崎県   | MF  |              | マツダSC                         | 現役引退                                      |
| 内田利広   | 1972 | 1990 | 長崎県   | MF  | 明治大学     | 名古屋グランパスエイト           | 現役引退                                      |
| 長峯宏範   | 1973 | 1991 | 宮崎県   | DF  | 関西大学     | 京都パープルサンガ               | 現役引退                                      |
| 塚本秀樹   | 1973 | 1991 | 長崎県   | GK  | 明治大学     | アビスパ福岡                     | 現役引退                                      |
| 路木龍次   | 1973 | 1991 | 長崎県   | MF  |              | サンフレッチェ広島（元日本代表） | 現役引退                                      |
| 上村崇士   | 1973 | 1991 | 大阪府   | DF  |              | 横浜フリューゲルス               | 現役引退                                      |
| 永井篤志   | 1974 | 1992 | 鹿児島県 | MF  | 駒澤大学     | アビスパ福岡                     | 現役引退                                      |
| 三浦淳宏   | 1974 | 1992 | 大分県   | MF  | 青山学院大学 | 横浜フリューゲルス（元日本代表） | 現役引退。ヴィッセル神戸 監督                 |
| 中島豪     | 1975 | 1993 | 長崎県   | DF  | 早稲田大学   | 浦和レッズ                       | 現役引退                                      |
| 船越優蔵   | 1977 | 1995 | 兵庫県   | FW  |              | ガンバ大阪                       | 現役引退                                      |
| 宮崎健治   | 1977 | 1995 | 長崎県   | MF  | 関西学院大学 | 京都パープルサンガ               | 現役引退                                      |
| 河口真一   | 1977 | 1995 | 長崎県   | DF  | 明治大学     | アビスパ福岡                     | 現役引退                                      |
| 百武義成   | 1977 | 1995 | 長崎県   | DF  |              | セレッソ大阪                     | 現役引退                                      |
| 高木成太   | 1977 | 1995 | 長崎県   | MF  |              | ヴェルディ川崎                   | 現役引退                                      |
| 都築龍太   | 1978 | 1996 | 奈良県   | GK  |              | ガンバ大阪（元日本代表）         | 現役引退                                      |
| 中川雄二   | 1978 | 1996 | 山口県   | GK  | 明治大学     | カターレ富山                     | 現役引退。松本山雅FC GKコーチ                 |
| 櫻井庄吾   | 1979 | 1997 | 奈良県   | GK  | 関西学院大学 | SC鳥取                           | 現役引退                                      |
| 南光太     | 1979 | 1997 | 大分県   | MF  |              | 水戸ホーリーホック               | 現役引退。宮崎日本大学高等学校サッカー部 監督 |
| 白尾秀人   | 1980 | 1998 | 鹿児島県 | FW  | 国士舘大学   | ヴァンフォーレ甲府               | 現役引退。上田西高等学校サッカー部 監督       |
| 木藤健太   | 1981 | 1999 | 長崎県   | DF  | 近畿大学     | モンテディオ山形                 | 現役引退。国見高等学校サッカー部 監督         |
| 小森田友明 | 1981 | 1999 | 熊本県   | MF  |              | アビスパ福岡                     | 三菱重工長崎SC                                |
| 大久保嘉人 | 1982 | 2000 | 福岡県   | FW  |              | セレッソ大阪                     | 現役引退                                      |
| 松橋章太   | 1982 | 2000 | 長崎県   | FW  |              | 大分トリニータ（元日本代表）     | 現役引退                                      |
| 田上渉     | 1982 | 2000 | 福岡県   | MF  | 大阪商業大学 | V・ファーレン長崎                | 三菱重工長崎SC                                |
| 川田和宏   | 1982 | 2000 | 福岡県   | MF  | 福岡大学     | 大分トリニータ                   | 現役引退                                      |
| 佐藤陽介   | 1982 | 2000 | 東京都   | FW  | 青山学院大学 | V・ファーレン長崎                | 現役引退                                      |
| 徳重健太   | 1983 | 2001 | 鹿児島県 | GK  |              | 浦和レッズ                       | 愛媛FC                                        |
| 徳永悠平   | 1983 | 2001 | 長崎県   | DF  | 早稲田大学   | FC東京                           | 現役引退（元日本代表）                        |
| 片山奨典   | 1983 | 2001 | 奈良県   | MF  | 国士舘大学   | 名古屋グランパス                 | 現役引退                                      |
| 蒲原達也   | 1983 | 2001 | 佐賀県   | MF  | 国士舘大学   | サガン鳥栖                       | 現役引退                                      |
| 近藤健一   | 1983 | 2001 | 長崎県   | GK  |              | FC東京                           | 現役引退                                      |
| 巻佑樹     | 1984 | 2002 | 熊本県   | FW  | 駒澤大学     | 名古屋グランパス                 | 現役引退。FCティアモ枚方 ゼネラルマネージャー |
| 松橋優     | 1984 | 2002 | 長崎県   | FW  | 早稲田大学   | 大分トリニータ                   | 現役引退                                      |
| 渡邉大剛   | 1984 | 2002 | 長崎県   | MF  |              | 京都パープルサンガ               | 現役引退                                      |
| 柴崎晃誠   | 1984 | 2002 | 長崎県   | MF  | 国士舘大学   | 東京ヴェルディ                   | サンフレッチェ広島（元日本代表）              |
| 園田拓也   | 1984 | 2002 | 宮崎県   | DF  | 中央大学     | モンテディオ山形                 | 現役引退                                      |
| 綱田大志   | 1984 | 2002 | 長崎県   | MF  | 鹿屋体育大学 | カマタマーレ讃岐                 |                                               |
| 平山相太   | 1985 | 2003 | 福岡県   | FW  | 筑波大学     | ヘラクレス・アルメロ             | 現役引退（元日本代表）                        |
| 中村北斗   | 1985 | 2003 | 長崎県   | MF  |              | アビスパ福岡                     | 現役引退                                      |
| 兵藤慎剛   | 1985 | 2003 | 長崎県   | MF  | 早稲田大学   | 横浜F・マリノス                  | 現役引退                                      |
| 関憲太郎   | 1985 | 2003 | 群馬県   | GK  | 明治大学     | ベガルタ仙台                     | レノファ山口                                  |
| 渡邉千真   | 1986 | 2004 | 長崎県   | FW  | 早稲田大学   | 横浜F・マリノス                  | 横浜FC（元日本代表）                          |
| 城後寿     | 1986 | 2004 | 福岡県   | MF  |              | アビスパ福岡                     | アビスパ福岡                                  |
| 藤田優人   | 1986 | 2004 | 大分県   | DF  | 明治大学     | 東京ヴェルディ                   | 現役引退                                      |
| 渡邉三城   | 1987 | 2005 | 長崎県   | DF  | 法政大学     | Y.S.C.C横浜                      | 現役引退                                      |
| 有永一生   | 1988 | 2006 | 長崎県   | DF  | 関東学院大学 | AC長野パルセイロ                 | VONDS市原                                     |
| 白谷建人   | 1989 | 2007 | 京都府   | FW  |              | セレッソ大阪                     | 現役引退                                      |
| 山村和也   | 1989 | 2007 | 長崎県   | DF  | 流通経済大学 | 鹿島アントラーズ                 | 川崎フロンターレ（元日本代表）                |
| 武内大     | 1992 | 2010 | 大分県   | DF  | 福岡大学     | V・ファーレン長崎                |                                               |
| 柴田隆太朗 | 1992 | 2010 | 長崎県   | MF  | 拓殖大学     | 松本山雅FC                       | 現役引退                                      |
| 大町将梧   | 1992 | 2010 | 長崎県   | FW  | 浜松大学     | ツエーゲン金沢                   | Honda FC                                      |
| 高橋諒     | 1993 | 2011 | 群馬県   | DF  | 明治大学     | 名古屋グランパス                 | 湘南ベルマーレ                                |
| 塚田翔悟   | 1993 | 2011 | 鹿児島県 | DF  | 九州共立大学 | 鹿児島ユナイテッドFC             | 現役引退                                      |
| 下川陽太   | 1995 | 2013 | 大阪府   | DF  | 大阪商業大学 | 松本山雅FC                       | 松本山雅FC                                    |
| 菅田真啓   | 1997 | 2015 | 奈良県   | DF  | 福岡大学     | ベガルタ仙台                     |                                               |
| 中島大嘉   | 2002 | 2020 | 大阪府   | FW  |              | 北海道コンサドーレ札幌           |                                               |

- 各国の全国リーグ（日本の場合、JSL、J1、J2、J3、JFL）に所属した選手。「所属」列に、最初に所属した全国リーグのチームを記載

| 名前     | 生年度 | 卒年度 | 経歴                         |
| -------- | ------ | ------ | ---------------------------- |
| 岩本文昭 | 1968   | 1986   | V・ファーレン長崎 常務取締役 |

### 陸上
- 梅津富浩 （元陸上競技日本代表、創成館高校 陸上部監督）

## アクセス
- 最寄りの駅
  - 島原鉄道
    - 「多比良駅」から徒歩10分
- 最寄りのバス停
  - 島鉄バス
    - 「多比良駅前」バス停から徒歩10分
- 最寄りの国道
  - 国道251号
  - 国道389号

## 周辺
- 多比良港
  - 有明フェリーが、長洲港（熊本県）との間を約40分で結んでいる。

## 校則等
校則は比較的厳しいと言われる。また、毎試験後には一斉服装検査が行われる。
- 身なりに関する規定(一部抜粋)
  - 製靴は、本校指定のローファーとする。
  - ソックスは、男子は白、女子は本校指定のものとする。
  - ジャンパー、マフラーは禁止とする。ネックウォーマーは、黒紺の無地とする。
  - カッターシャツやブラウスの下にTシャツやタンクトップを着用する際は、原則白とする。また夏服の下に着用する際は、柄物、背部にプリントのあるものは禁止とする。
  - 登下校時は、本校指定の鞄を基本携帯すること。また補助バッグが必要な場合は本校指定のものとする。
  - 男子の髪型は、髪が眉、耳、襟にかかるものを禁止とする。
  - 女子の髪型は、髪が眉にかかるものを禁止とし、後髪の長さが襟付線を超える場合は、黒などのゴムで横髪も入れ結ぶこと。
  - 眉の加工、髪のパーマ、染色、脱色などの加工を禁止とする。
- 交通に関する規定(一部抜粋)
  - 自転車通学を希望する生徒は、所定の通学願を提出し、車両にはステッカー及び車輪の反射板をつけること。
  - バイク通学を希望する生徒は、所定の通学願を提出し、原則として登下校時のみ使用すること。
- アルバイトに関する規定(一部抜粋)
  - アルバイトは原則として禁止とするが、経済的な理由によりやむをえぬなどの場合には、許可を検討する。
  - 学校の長期休業中には、全校登校日その他指定された登校日のアルバイトを禁止する（学校最優先）。
  - 接客、レジ打ちその他危険を伴う業務は禁止とし、業務は午前9時から午後6時までとする。

また、以下の各項に該当する生徒は、事前に学校側の発行する願届書に記入提出し、許可を受けなければならない。
1. 遅刻をした際
2. 早退・外出を希望する際
3. アルバイトを希望する際
4. バイク・自転車通学を希望する際
5. 自動車学校入校及び運転免許受験を希望する際
6. 旅行をする際
7. 大学などのオープンキャンパスに行く際(旅行の場合と同じ願届書)
8. 休学、復学、退学、転学を希望する際